# Walenty Tolsdorf
Walenty Tolsdorf (ur. 16 lutego 1816 w Linowie, zm. 4 marca 1905 w Olsztynie) – duchowny katolicki, nazywany "patriarchą Mazur", działacz religijny i społeczny.
Był synem Jakuba, właściciela gospodarstwa rolnego. Kształcił się w gimnazjum w Braniewie, następnie wstąpił do tamtejszego seminarium duchownego, po którego ukończeniu 23 lutego 1845 przyjął święcenia kapłańskie. Pracował początkowo w parafii przy olsztyńskim kościele św. Jakuba (późniejszej katedrze) jako wikariusz, przy proboszczu Walentym Blockhagenie. Brał udział w życiu społecznym miasta, w 1848 ujawniając talent mówcy, kiedy przemową uspokoił rozruchy.
W 1853 tymczasowo zarządzał parafią w Jonkowie, od 1854 był administratorem parafii Lesiny Wielkie na Mazurach. Jako proboszcz misyjny działalność duszpasterską prowadził też w pobliskich Klonie, Zieleńcu, Lipowcu, Wielbarku, Szczytnie. Inicjował zakładanie szkół i cmentarzy, a w samych Lesinach zaangażował się w budowę plebanii i szkoły. W 1856 powrócił do pracy duszpasterskiej na Warmii, obejmując probostwo w Barczewku. Nie zerwał jednak więzów z parafiami mazurskimi, gromadził środki finansowe na budowę obiektów sakralnych (wspomagał je także własnymi oszczędnościami); ufundował dzwon do kościoła w Lesinach, nazwany na jego cześć "Valentinusem". Od 1869 ponownie działał w Olsztynie.
Aktywną działalność ks. Tolsdorf wykazywał na polu walki z alkoholizmem. W 1846 w Olsztynie powołał do życia Towarzystwo Wstrzemięźliwości (Enthaltsamkeits-Verein), ukierunkowane przede wszystkim na warstwy robotnicze. Powstanie Towarzystwa ogłosił na uroczystej mszy w kościele św. Jakuba we wrześniu 1846, głosząc kazanie po niemiecku i po polsku. Odebrał wówczas przysięgę od 28 członków założycieli; liczba członków szybko rosła, przekraczając w 1848 200, a dziesięć lat później – już 100 tysięcy. U wydawcy Karola Haricha ks. Tolsdorf opublikował w 1844 Pieśń dla członków bractwa wstrzemięźliwości olsztyńskiego powiatu i Drugą pieśń dla członków bractwa wstrzemięźliwości olsztyńskiego powiatu. Pieśni były napisane po polsku, a pierwsza z nich liczyła 41 zwrotki.
W pracy trzeźwościowej ks. Tolsdorfa wspierał bibliotekarz Jakub Ambroży Dargel, pozostający pod wpływem śląskiego duchownego Józefa Szafranka. Tolsdorf początkowo osobiście przyjmował przysięgę od nowo wstępujących, regularnie też uczestniczył w zebraniach bractwa, omawiając z członkami wydawaną literaturę na temat walki z alkoholizmem. W 1849 działalność jego doczekała się oficjalnej pochwały biskupa warmińskiego Josepha Ambrosiusa Geritza, a trzy lata później, po zmianach statutowych, bractwo nabrało charakteru organizacji kościelnej i zostało dekretem Watykanu przemianowane na Towarzystwo Wstrzemięźliwości od Palonych Napojów w Diecezji Warmińskiej. Główne uroczystości organizacji, podczas których odnawiano ślubowanie abstynenckie, odbywały się corocznie 2 lutego w święto Matki Boskiej Gromnicznej. Poza wzrostem liczby abstynentów wymownym efektem działalności bractwa i jego założyciela stał się drastyczny spadek liczby gorzelni na Warmii – ze 158 w 1858 do 11 w 1862.
Walenty Tolsdorf cieszył się popularnością wśród polskich Warmiaków i Mazurów. Nazywany "patriarchą Mazur", w 1890 wysuwany był przez "Gazetę Olsztyńską" jako kandydat w wyborach uzupełniających do Reichstagu. Wielu Polaków zgromadził też pogrzeb księdza w marcu 1905.
W 1854 w Szczytnie wydał Pieśni pogrzebowe.